# HAPPY END (음반)
《HAPPY END》는 일본의 포크 록 밴드 핫피 엔도의 세 번째이자 마지막 음반이다. 이 음반은 로스앤젤레스에서 녹음되었고 반 다이크 파크스와 프로듀싱을 맡았으며, 리틀 피트의 로웰 조지와 빌 페인 같은 몇몇 미국인 세션 뮤지션들이 참여한다.

## 배경 및 녹음
이 음반은 1972년 말 로스앤젤레스의 선셋 사운드 스튜디오에서 녹음되었다. 브라이언 윌슨, 비치 보이스와의 협업으로 유명한 반 다이크 파크스가 이 음반을 프로듀싱했다. 2013년, 파크스는 그와 로웰 조지가 《Sailin' Shoes》를 작업하는 동안 예고 없이 밴드가 들어와서 그에게 "캘리포니아 사운드"를 달라고 부탁했다고 말했다. 그는 처음에는 자신의 음반 《Discover America》 세션으로 바쁘다고 거절했지만, 조지가 핫피 엔도의 매니저와 함께 100달러 지폐가 가득 들어 있는 여행 가방을 발견했을 때 받아들였다.
호소노 하루오미는 나중에 팍스와의 작업을 "제작적"이라고 표현했지만, 음반 세션은 미약했고 핫피 엔도의 멤버들은 그들이 기대했던 미국에 대한 비전에 환멸을 느꼈다. 로스앤젤레스의 스튜디오 직원들과 밴드의 반발과 함께 언어 장벽도 분명했고, 이는 그룹을 더욱 좌절시켰다. 그와 오타키 에이이치 둘 다 파크스가 제작 중에 술에 취해 있었다는 것을 상기시키고 진주만과 제2차 세계 대전에 대해 그들에게 강의하려 했다. 이러한 감정은, 파크스와 조지로부터 기부를 받은 클로징 트랙 〈안녕 아메리카 안녕 일본〉에서 전해졌다. 마츠모토 타카시가 설명한 것처럼 "우리는 이미 일본을 포기했고, 그 노래로 우리는 어느 곳에도 속하지 않을 것이라고 미국에도 작별을 고했습니다."
핫피 엔도는 1973년 2월 25일 음반이 발매되기 두 달 전인 1972년 12월 31일 공식적으로 해체되었다.
1974년 스즈키 시게루는 첫 솔로 음반 《BAND WAGON》을 녹음하기 위해 로스앤젤레스로 돌아와 다시 빌 페인, 딕 하이드, 커비 존슨과 함께 작업했다.

## 곡 목록
| #  | 제목                                           | 작사            | 작곡            | 재생 시간 |
| -- | ---------------------------------------------- | --------------- | --------------- | --------- |
| 1. | 〈방랑객 (風来坊)〉                            | 호소노 하루오미 | 호소노 하루오미 | 3:31      |
| 2. | 〈찬 비내리는 달의 스케치 (氷雨月のスケッチ)〉 | 마츠모토 타카시 | 스즈키 시게루   | 3:05      |
| 3. | 〈내일 쯤은 분명 봄 (明日あたりはきっと春)〉   | 마츠모토 타카시 | 스즈키 시게루   | 4:00      |
| 4. | 〈무풍상태 (無風状態)〉                        | 호소노 하루오미 | 호소노 하루오미 | 3:18      |

| #  | 제목                                                        | 작사            | 작곡                        | 재생 시간 |
| -- | ----------------------------------------------------------- | --------------- | --------------------------- | --------- |
| 5. | 〈안녕 거리의 3번지 (さよなら通り３番地)〉                  | 마츠모토 타카시 | 스즈키 시게루               | 3:13      |
| 6. | 〈함께 쓴 우산 (相合傘)〉                                   | 호소노 하루오미 | 호소노 하루오미             | 3:05      |
| 7. | 〈시골길 (田舎道)〉                                         | 마츠모토 타카시 | 오타키 에이이치             | 2:39      |
| 8. | 〈밖은 좋은 날씨 (外はいい天気)〉                           | 마츠모토 타카시 | 오타키 에이이치             | 2:18      |
| 9. | 〈안녕 미국 안녕 일본 (さよならアメリカ さよならニッポン)〉 | 핫피 엔도       | 핫피 엔도, 반 다이크 파크스 | 4:33      |